# アウディ・ドーム
BMWパルク（BMW Park）はドイツ・ミュンヘンにある屋内アリーナ。

## 概要
1972年に開催されたミュンヘンオリンピック会場としてオープンした。五輪ではバスケットボール決勝会場として使用された。
五輪後は「ルディ・セドルメイヤー・ハレ（Rudi-Sedlmayer-Halle）」と改称された。この名称のもととなったルドルフ・セドルメイヤー（ドイツ語）はバイエルン州スポーツ協会の会長を務めた人物で、オリンピック開催に尽力した功績を称えられ命名されたものである。1978年の欧州チャンピオンズカップ決勝、ユーロビジョン・ソング・コンテスト1983などのコンサート会場として使用された。
2011年、バイエルン・ミュンヘンが所有権を譲渡、命名権を大手自動車メーカーアウディが取得、アウディ・ドームとなった。
2022年にはヨーロピアンチャンピオンシップス卓球選手権大会が開催